# Allgemeiner Deutscher Lehrerinnenverein

Titelblatt der vom ADLV herausgegebenen Zeitschrift, Jahrgang 1899 / 1900

Der Allgemeine Deutsche Lehrerinnenverein (ADLV) war ein 1890 gegründeter pädagogischer Dachverband, in dem sich bereits auf regionaler Ebene bestehende Vereine, wie der 1869 gegründete Berliner Lehrerinnenverein, zusammenschlossen. Gegründet wurde der Verein von den Frauenrechtlerinnen und Lehrerinnen Helene Lange, Marie Loeper-Housselle und Auguste Schmidt. Lange wurde die erste Vorsitzende der Vereinigung.

## Geschichte
Die Gründung eines Dachverbandes war wichtig, weil die Interessen aller Lehrerinnen gebündelt werden sollte, damit der Dachverband aufgrund seiner Überregionalität und hohen Mitgliedszahlen durchsetzungsfähiger war, denn die Lehrerinnen aller Schularten erlebten Ungleichbehandlung, Diskriminierung sowie die Überheblichkeit der Kollegen. Die Gründungsversammlung fand auf der ersten Lehrerinnentagung vom 26. bis 27. Mai in Friedrichroda statt.
Der Verein gewann nach seiner Gründung schnell an Mitgliedern. Dazu trug bei, dass andere Verbände ihm beitraten, so etwa der Verein Deutscher Lehrerinnen in England oder die süddeutschen Lehrerinnen-Vereinigungen.
Im Gegensatz zu vergleichbaren Verbänden für männliche Pädagogen umfasste der ADLV Pädagoginnen aller Schulrichtungen. Mitglieder waren vorwiegend evangelische liberale Lehrerinnen. Doch es waren auch Männer zugelassen. 1907 hatte der ADLV etwa 22.000 Mitglieder, 1927 waren es 37.000.

## Organisation
Bald entstanden im ADLV Sektionen, um eine inhaltliche Diversifizierung zu ermöglichen und die Interessen der einzelnen pädagogischen Fachrichtungen zu wahren. Es gab Sektionen für musische und technische Fächer, für die verschiedenen Schulformen und für akademisch ausgebildete Lehrerinnen. Lag anfangs das inhaltliche Schwergewicht des Verbandes auf den Interessen der Lehrerinnen höherer Mädchenschulen, gründete sich 1907 aus der seit 1905 bestehenden Sektion für Volksschullehrerinnen der neue Verband Deutscher Volksschullehrerinnen.
Nach über dreißig Jahren (1890 bis 1921) gab Helene Lange den ersten Vorsitz an Emmy Beckmann, Oberlehrerin aus Hamburg, ab. Da sich mittlerweile immer mehr Gruppen mit eigenen Interessen gebildet hatten, war 1921 eine Reform erforderlich. Die bestehenden 164 Zweigvereine wurden zu Landesverbänden zusammengefasst, und die Sektionen wurden durch weitgehend autonome Fachverbände ersetzt. Im Jahr 1926 war der Reichsverband Deutscher Volksschullehrerinnen mit 12.000 Mitgliedern der stärkste Zweig des ADLV. Zeitweilig wurde dieser Verband von der Berlinerin Anny von Kulesza geleitet.
Mit der Machtergreifung der Nationalsozialisten 1933 endete die eigenständige Geschichte des Allgemeinen Deutschen Lehrerinnenvereins, er fiel wie alle damaligen Berufsverbände liberaler Ausprägung der sogenannten Gleichschaltung zum Opfer. Der ADLV verweigerte jedoch die Aufnahme in den Nationalsozialistischen Lehrerbund und beschloss auf der 22. ordentlichen Mitgliederversammlung in Erfurt am 7. Mai 1933 aus Protest seine Selbstauflösung.

## Interessen und Ziele
Ende Mai 1926 wurde auf der Gesamtvorstandssitzung in Hamburg ein Papier erarbeitet.
Die Prämisse zum deutschen Schulaufbau lautete: „Volks- und Berufsschule, Mittel- und Höhere Schule sind gleichwertige Schulformen, die durch den gleichen Bildungsstoff (Das deutsche Kulturgut) und das gleiche Bildungsziel (Erziehung zum deutschen Menschen) zu einer Einheit verbunden sind.“
Die Volksschule solle das deutsche Kulturgut zum Gemeingut machen, wobei die kürzere Schulzeit eine schwerpunktmäßige Ausrichtung auf das „praktisch-tätige“ Arbeitsleben erfordere. Übergänge in höhere Schulformen sollten leicht zu bewerkstelligen sein. Gefordert wurde die vierjährige Grundschule mit kleinerer als der gegebenen Klassenstärke als Unterbau der Volksschule. Außerdem sollten Aufbauschulen gefördert und mit Wohnheimen versehen werden.
Die Berufsschule führe die Volksschulausbildung fort, widme sich jedoch gezielter dem Beruf des Schülers. Hauswirtschaft sei einem Beruf gleichzusetzen. Ziel sei die „größtmögliche Leistungsfähigkeit im Arbeitsleben“. Auch sei „staatsbürgerliche Gesinnung und Einsicht und vertieftes Menschentum zu pflegen“.
Die Mittelschule solle gemäß unterschiedlicher Begabungen der Schüler und Erwartungen der Wirtschaft praktisch ausgerichtet sein, ohne dabei „auf das Gebiet der Berufs- und Fachbildung“ vorzudringen. „Das äußere Ziel der Mittelschule ist die 'mittlere Reife', die zum Eintritt in die mittleren Fachschulen sowie in diejenigen gehobenen Berufe berechtigt, die nicht Hochschulreife voraussetzen.“
Die höhere Schule biete zwei Möglichkeiten: Die sechsjährige und die neunjährige Schulzeit. Letztere führe zur Hochschule, die wiederum auf wissenschaftlicher Basis „die geistige Führerschicht“ heranziehen solle.
Schließlich sei das Lyzeum oder Höhere Mädchenschule eine „Vollanstalt“ und sei „daher in bezug auf seine Arbeitsmethode, Stoffauswahl und seinen Lehrkörper von der Mittelschule zu unterscheiden“.
Wiederholt und mit Nachdruck wurde darauf gedrungen, dass Frauen sämtliche Institute für die Lehrerbildung offenstehen müssten. Dort müssten auch Frauen als Dozentinnen eingesetzt werden. Dies sei insbesondere wichtig, weil die höheren Mädchenschulen den höheren Knabenschulen gleichwertig gegenübergestellt werden müssten, was akademisch ausgebildete Lehrerinnen erfordere.

## Organ
Der ADLV brachte als Organ die Zeitschrift Die Lehrerin, seit 1924 ADLV – Deutsche Lehrerinnenzeitung heraus mit Einlageblättern für die verschiedenen Fachsektionen. Vorgängerin war bis 1910 die seit 1884 erschienene Zeitschrift Die Lehrerin in Schule und Haus, begründet von der Frauenrechtlerin Marie Loeper-Housselle. Inhaltlicher Schwerpunkt der Ausgabe vom 1. April 1919 waren unter anderem pädagogische Reformen des Religionsunterrichts, Stellenanzeigen und die Forderung: Gleicher Lohn für gleiche Leistung.